# 浄水蛇口
浄水蛇口（じょうすいじゃぐち）は一般家庭の蛇口に直接取り付ける形状の、簡易的な浄水機能を持つ水道の追加部品である。
日本は、先進国の中でも、水が非常に安全な国と言われている。特に、水道水が基本的に飲用可能で、トイレの洗浄にも上水が使われているのは、非常に珍しいといえる。しかし、水道管の金属的な劣化、蛇口内部の錆、また、消毒用塩素などのカルキ臭などが問題となり、浄水器が比例して売上を伸ばしている。
本格的な浄水器は、数千円から数十万円までさまざまである。厳密な意味での浄水器でないが、一般家庭の蛇口に直接取り付ける形状の、簡易的な浄水機能を持つ水道の追加部品が「浄水蛇口」である。ホームセンターやスーパーマーケット、場合によってはコンビニエンスストアなどでも扱われるようになっている。

## 浄水蛇口とは
浄水蛇口とは、機能的には浄水器に類似する物であるが、正しい意味では別の物である。具体的に、浄水器と違う点は、以下のような物である。
- 家庭用品品質表示法による浄水能力の記載義務がない
- 一般的に、小型・安価である（300 - 1000円以内のものがほとんどである）
- 本体を蛇口に直結して使用する
- 多くの場合、交換時は本体ごと廃棄する（本体のほぼ全ての体積を、カートリッジが占めているが、中には、カートリッジ取り替え式の浄水蛇口も存在する）

## 浄水蛇口の構造
一般的に、非常に単純な構造をもっている。本体を水で濡らした後、家庭用蛇口に直接接続する。ネジ式に回して設置する場合もあるが、多くは、樹脂製の取り付け口を押し込む形で取り付ける。
内部は、錆などを濾過する白いフィルター層、残留塩素や不純物を濾過する活性炭層などを持っている場合が多い。やや大型の物は、活性炭層の他に、亜硫酸カルシウム層や天然鉱石の層などを追加し、浄水能力の向上をはかっているものもある。基本的には、活性炭層のみだけではなく、亜硫酸カルシウム層を追加しているもののほうが、浄水効果は高い。錆などを濾過する白いフィルター層が、赤茶色くなってきたら交換時期である。多くは、通常の使用方法で1 - 3か月とされているが、使用状況・水質などで左右されるので、自分の目で確かめることが必要となっている。

## 効果的な使用方法
現在では、安価であること、こまめな取り替えが可能であること、入手が容易であることから、浄水蛇口の利用が増大の傾向にある。使用方法によっては、浄水以前の水より人体に悪影響を与えることすらある。
浄水蛇口を使用した人の中には、「全く変わらなかった」「すぐにフィルターが赤くなって使い物にならない」「不純物が見える」「かえって味がへんになった」などの感想を持つ人もいる。これは、浄水蛇口の構造によるところが大きい。効果的な使い方をした場合、簡易的な浄水装置である浄水蛇口も、非常に有用なものとなる。また、浄水器を上手く利用する方法としても応用可能。
浄水蛇口をとりつける前に通水する
「朝一番の水は赤水」「しばらく水を出しっぱなしにしてから使う」というのは、井戸ポンプ時代からの水の知恵であるが、これは、錆びた水道管及び蛇口のなかに長い時間触れていた水は、錆などを多く含んでしまうためである。浄水器・浄水蛇口があっというまに機能劣化してしまう原因の大半は、じつはここにある。この錆をたっぷりふくんだ水は、数十秒から一分ほど水を流しっぱなしにすることで、かなり改善される場合がほとんどなので、朝一番や、しばらく使わなかった場合、数十秒ほど水を出しっぱなしにし、その後に浄水蛇口を取り付けて使用する。これは、簡単に取り外しができる、浄水蛇口ならではの使用方法といえる。当然、浄水蛇口は、使い終わったあとは外しておくのが、機能維持のためには望ましい。なお、浄水器の場合は、「元水」と呼ばれる、浄水機能を通さない位置でしばらく通水して、錆水を流しきってから浄水機能を使用し始めることで、カートリッジの寿命を飛躍的に延ばすことが出来る。
取り付けた後、使用開始前にも通水する
浄水蛇口のほとんどが、活性炭を使用した浄水効果を狙っているため、取り付けた後も、数十秒ほど通水することが望ましい。これは、活性炭の微細な粉末を洗い流す意味があり、また、浄水蛇口（浄水器）内部を洗浄するという意味を持つ。塩素はそもそも、殺菌のために入れてあるものであり、その塩素を除去した水の内部には、空気中や水道内部の、ごくわずかな雑菌がいる場合がある。通水しない状態が長い場合は、活性炭やフィルター内部に、その雑菌が混入する場合があるが、取り付けた後に水を数十秒間流すことで、浄水蛇口内部は洗浄され、雑菌がほぼ無い状態の水を使用出来ることになる。
浄水蛇口を通した水は、すぐに使う
浄水蛇口を正しく使用した場合の濾過水道水は、錆や悪臭とともに、塩素が除去された状態である。これは、味覚や健康にいいという意味と同時に、殺菌作用が極端に低下しているという意味も持つ。濾過水道水は、くみ置きは出来るだけ控え、また、雑菌などが繁殖しやすい環境に置かないことが大切である。飲料水として使用する場合は、清潔なピッチャーなどの容器に入れ、冷蔵庫に入れるなどして（低温では雑菌は繁殖しにくい）2 - 3日ごとに洗浄と入れ替えをすることが望ましい。
近年では、肌に優しい、髪を痛めないということで、風呂用の浄水蛇口や、浄水シャワーヘッドも人気となっているが、同様に、浄水蛇口を使用した風呂の水は、非常に雑菌が繁殖しやすい状況なので（豊富な栄養素、30 - 42度の温度等）こまめな入れ替えと洗浄が望ましい。